# Torrent de Can Cintet
El torrent de Can Cintet o d'en Cintet és un curs d'aigua del municipi d'Ullastrell que desemboca a la riera de Gaià.